# Ernst Rauscher von Stainberg

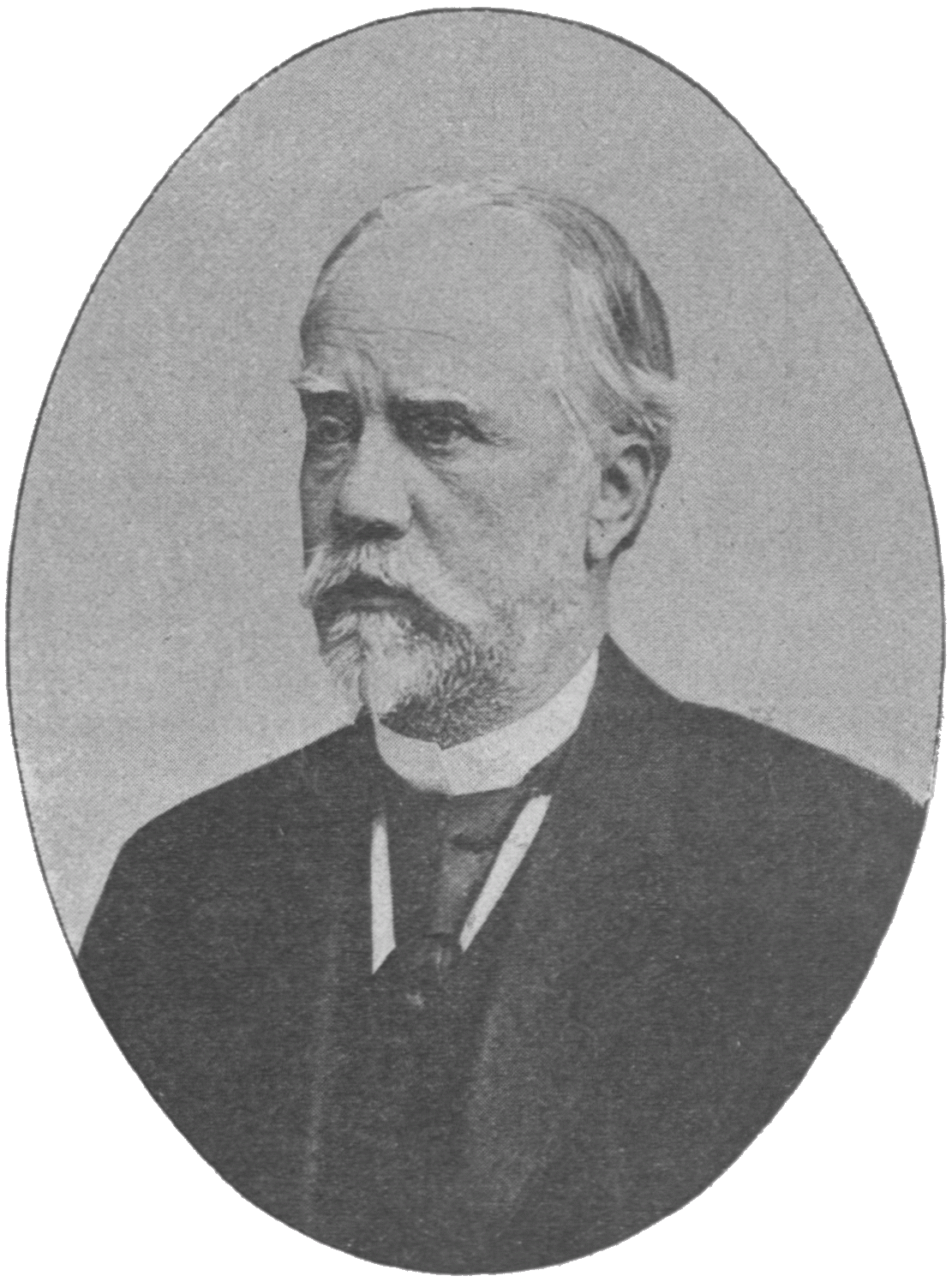
Ernst Rauscher von Stainberg, von M. Ogertschnig (Illustrirte Rundschau, 1901)

Ernst Rauscher von Stainberg (* 3. September 1834 in Klagenfurt, Kärnten; † 18. August 1919 ebenda) war ein österreichischer Schriftsteller.

## Leben
Ernst Rauscher entstammte einer alten Familie von Eisengewerken; er besuchte das Gymnasium der Benediktiner seiner Heimatstadt. Zwischen 1852 und 1856 studierte er am Wiener Polytechnikum und 1857 an der Bergakademie in Leoben. U.a. hörte er auch Vorlesungen an der Universität Wien.
Nach seinem Studium ließ sich Rauscher von Stainberg dann als freier Schriftsteller in seiner Heimatstadt nieder. Man machte ihn zum Ehrenbürger von Klagenfurt und 1884 wurde er in den Adelsstand erhoben. Von den Schriftstellern Robert Hamerling und Karl von Holtei gefördert, fand er bald als Lyriker, Dramatiker und Epiker seinen eigenen Stil. Nach eigenem Bekunden beeinflusste ihn dabei auch der Münchner Dichterkreis Die Krokodile.
Mit diesem teilte er auch die übersteigerte deutsch nationale Gesinnung. Seine „Elegien vom Wörther See“ werden 1866 zum Ausdruck seiner Trauer über die Niederlage in der Schlacht von Königgrätz. Mit einem pathetischen Bekenntnis zum Deutschtum. Liebe, Freundschaft und Natur setzt er auch weiterhin einen Schwerpunkt in seinen lyrischen Werken.
Von den philosophischen Modeströmungen seiner Zeit hielt er nicht allzu viel: den Pessimismus von Arthur Schopenhauer lehnte er ebenso ab („Am Hochkar“, 1877) wie Eduard von Hartmanns Philosophie des Unbewußten („Antimor“, 1873).
Neben seinem eigenen literarischen Schaffen übersetzte Rauscher von Stainberg auch Werke von Henry Wadsworth Longfellow und Ugo Foscolo.

## Werke (Auswahl)
- Gedichte (1861)
- Gedichte (1864)
- Elegien vom Wörther See (1866, 1867)
- Nora (1869)
- Gedenkbücher (1871)
- Neue Gedichte (1881) (Digitalisat)
- Die weiße Rose von Arnoldstein (Neuauflage o. J.)
- Im Wolschart (1894)
- Die Erzählung des Werksherrn (1896)
- Poetische Erzählung (1912)